# 1987 en arts plastiques
| Années des arts plastiques : 1984 - 1985 - 1986 - 1987 - 1988 - 1989 - 1990    |
| Décennies des arts plastiques : 1950 - 1960 - 1970 - 1980 - 1990 - 2000 - 2010 |

Cette page concerne l'année 1987 en arts plastiques.

## Naissances
- 31 janvier : Oksana Chatchko, peintre, militante activiste féministe et anarchiste soviétique puis ukrainienne († 23 juillet 2018).

## Décès
- 2 janvier : Bertrand Mogniat-Duclos,peintre, dessinateur et illustrateur français (° 24 avril 1903),
- 5 janvier : André Jouault, peintre français (° 24 juillet 1904),
- 12 janvier : Jacques Herold, peintre français d'origine roumaine (° 10 octobre 1910),
- 18 janvier :
  - Renato Guttuso, peintre italien (° 26 décembre 1911),
  - Louis Suire, peintre et éditeur français (° 29 octobre 1899),
- 25 janvier : Peđa Milosavljević, peintre, avocat, diplomate, dramaturge et écrivain serbe puis yougoslave (° 4 février 1908),
- 29 janvier : Jean Mingam, peintre et sculpteur français (° 5 mars 1927),
- 30 janvier : Roy Adzak, peintre, graveur, photographe et sculpteur britannique (° 14 février 1927),
- 12 février : Lucien Martial, peintre français (° 17 novembre 1892),
- 18 février : Robert Nettleton Field, peintre, sculpteur, potier et professeur d'art plastique néo-zélandais (° 3 mars 1899),
- 20 février : Lev Roussov, peintre russe (° 31 janvier 1926),
- 22 février : Andy Warhol, artiste américain (° 6 août 1928),
- 27 février : Henry Simon, peintre, céramiste et décorateur français (° 28 décembre 1910),
- 2 mars : Ammar Farhat, peintre tunisien (° 1911),
- 7 mars : Eugène Ebiche, peintre polonais (° 30 décembre 1896),
- 12 mars : Henry Leray, peintre français (° 3 août 1905),
- 22 mars :
  - Atila Biro, peintre français d'origine hongroise (° 20 mars 1931),
  - Henri de Linarès, peintre animalier français (° 8 août 1904),
- 23 mars : Emilio Giuseppe Dossena, peintre italien (° 10 décembre 1903),
- 27 mars : Yūkei Teshima, peintre et calligraphe japonais (° 13 novembre 1901),
- 30 mars : André Marfaing, peintre et graveur français (° 11 décembre 1925),
- 1er mai : Fujio Yoshida, peintre et graveuse japonaise (° 5 octobre 1887),
- 4 mai : Noureddine Khayachi, peintre tunisien (° 14 décembre 1918),
- 7 mai : Charlotte Alix, décoratrice et peintre illustratrice française (° 15 octobre 1897),
- 10 mai : Sadamichi Hirasawa, peintre de tempera japonais (° 18 février 1892),
- 14 mai : Marcelle Brunswig, peintre figurative postimpressionniste française (° 1903),
- 19 mai : Stanisław Szukalski, peintre et sculpteur polonais (° 13 décembre 1893),
- 27 mai : Colin McCahon, peintre néo-zélandais (° 1er août 1919),
- 11 juin : Marin-Marie, écrivain et peintre français (° 10 décembre 1901),
- 15 juin : Pauline Peugniez, peintre française (° 28 avril 1890),
- 18 juin : Gueorgui Nisski, peintre russe puis soviétique (° 8 janvier 1903),
- 30 juin : Marthe Flandrin, peintre française (° 4 août 1904),
- 3 juillet : Chuta Kimura, peintre japonais (° 25 février 1917),
- 22 juillet: Henry Tayali, peintre et graveur zambien (° 22 novembre 1943),
- 26 juillet : Mario Radice, peintre italien (° 10 août 1898),
- 30 juillet : Michel Tapié, critique d'art, musicien, peintre, sculpteur, organisateur d'expositions et théoricien de l'art français (° 26 février 1909),
- 8 août : Jean Frisano, peintre, dessinateur et illustrateur français (° 6 mai 1927),
- 13 août : Eudaldo, peintre non figuratif français d'origine chilienne de la nouvelle École de Paris (° 12 décembre 1914),
- 29 août : Naji al-Ali, caricaturiste, journaliste et peintre palestinien (° vers 1937),
- 4 septembre : Charles Cottet, peintre suisse (° 18 juin 1924),
- 14 septembre : Pierre Farrey, peintre et décorateur français (° 14 janvier 1896),
- 22 septembre : Alfred Georges Regner, peintre et graveur français (° 22 février 1902),
- 8 octobre : Louise-Denise Damasse, peintre portraitiste et résistante française (° 7 octobre 1901),
- 13 octobre : Thea Gerard, peintre néerlandaise (° 22 juillet 1938),
- 27 octobre : Jean Hélion, peintre et graveur français (° 21 avril 1904),
- 28 octobre : André Masson, peintre, graveur, illustrateur et décorateur de théâtre français (° 4 janvier 1896),
- 20 novembre : Claire Olivier-Tiberghien, peintre et professeur de dessin française (° 19 juin 1906),
- 25 novembre : Anton Pieck, peintre et illustrateur néerlandais (° 19 avril 1895),
- 2 décembre : Robert Filliou, peintre français proche du mouvement Fluxus († 17 janvier 1926),
- 4 décembre : Pericle Fazzini, peintre et sculpteur italien  (°4 mai 1913),
- 9 décembre : François Gall, peintre français (° 22 mars 1912),
- 15 décembre : Herbert Theurillat, peintre, graveur et dessinateur suisse (° 12 mars 1896),
- 22 décembre : Paule Marrot, peintre français (° 17 avril 1902),
- 27 décembre : Irène Zurkinden, peintre suisse (° 11 décembre 1909),
- ? :
  - Marie-Renée Chevallier-Kervern, graveuse et peintre française (° 1902),
  - Davos Hanich, peintre et sculpteur français (° 30 décembre 1922),
  - Ishiwata Koitsu, artiste et peintre japonais de l’école Shin-Hanga (° 1897).